# Fire Emblem Warriors
Fire Emblem Warriors ist ein Hack-and-Slay-Videospiel, welches von Omega Force und Team Ninja in Kollaboration mit Intelligent Systems entwickelt und von Koei Tecmo in Japan und von Nintendo in den restlichen Gebieten für die Nintendo Switch und den New Nintendo 3DS veröffentlicht wurde. Es wurde in Japan am 28. September 2017 veröffentlicht, während es in den restlichen Regionen am 20. Oktober 2017 erschienen ist. Das Spiel ist ein Crossover mit Gameplay der Dynasty-Warriors-Reihe und Charakteren verschiedener Spiele der Fire-Emblem-Reihe.

## Spielprinzip
Bei dem Spiel handelt es sich um ein Crossover der Dynasty-Warriors-Reihe und der Fire-Emblem-Reihe. Fire Emblem Warriors hat dabei das Hack-and-Slay-Gameplay der Dynasty-Warriors-Reihe und Charaktere aus Spielen der Fire-Emblem-Reihe, aber auch mehrere Mechaniken, welche in der Fire-Emblem-Reihe auftreten. So gibt es zusätzlich zu den Schwierigkeitsgraden „Einfach“, „Normal“ und „Schwer“ die Spielmodi „Klassisch“ und „Anfänger“. Im Klassischen Modus sind Charaktere, wie in der Fire-Emblem-Reihe, wenn sie sterben, nicht mehr verfügbar. Außerdem haben die Waffen die Waffen-Dreieck-Mechanik der Fire-Emblem-Reihe. Ebenso kann man zwei Charaktere zusammen kombinieren, wodurch sie den anderen Charakter stärkt. Wenn zwei Charaktere gemeinsam kämpfen oder interagieren, steigt deren Sympathie zueinander. Bei hoher Sympathie werden bei einigen Charakter-Kombinationen Unterstützungsgespräche freigeschaltet, in denen diese miteinander sprechen.
Die Spielmodi in Fire Emblem Warriors, in denen gekämpft wird, sind der Story-Modus und der Historische Modus. Im Story-Modus spielt man in verschiedenen Szenarien die Handlung durch und schaltet Charaktere frei. Im Historischen Modus spielt man in mehreren Kämpfen Szenarien aus Spielen der Fire-Emblem-Reihe nach und kann Waffen, Items und weitere Charaktere freischalten. Charaktere und Waffen kann man im Feldlager verstärken. Durch Amiibo-Nutzung kann man weitere Materialien, Waffen und Geld erhalten.
Ebenso gibt es einen Koop-Modus für zwei Spieler. In diesem können zwei Spieler die Kämpfe des Story-Modus und des Historischen Modus spielen. Dies ist durch einen horizontalen Split-Screen möglich.

## Handlung
Fire Emblem Warriors spielt im Königreich Aytolis. Eines Tages fallen Monster ins Königreich ein, während die königlichen Zwillinge Rowan und Lianna mit ihrem Freund Darios, Prinz des benachbarten Königreiches Gristonne, trainieren. Auf der Flucht werden die Zwillinge und Darios von Yelena, der Königin Aytolis’, getrennt. Diese gibt ihnen das Flammensiegel (oder „Fire Emblem“), bevor sie von Monstern eingeholt wird. Das Flammensiegel kann mit fünf Pyroxen-Steinen zu großer Macht verhelfen. Auf der Suche nach den Steinen geraten die Zwillinge in Konflikte mit den Charakteren aus Fire Emblem: Awakening, Fire Emblem Fates und Fire Emblem: Shadow Dragon, deren Protagonisten die Steine besitzen. Nachdem das Flammensiegel wiederhergestellt wurde, stellt sich heraus, dass Darios’ Vater Oskar den Chaos-Drachen Velezark wiederbeleben will und dafür Yelenas Blut nutzen will. Velezark befällt Darios, welcher deswegen das Flammensiegel stiehlt. Die Zwillinge retten Yelena, Darios tötet stattdessen Oskar und Velezark wird wiederbelebt. Darios kann sich von Velezarks Bann befreien, gibt den Zwillingen das Flammensiegel und wird von Velezark getötet. Die Zwillinge besiegen Velezark und die Helden kehren in ihre ursprünglichen Welten zurück.

## Entwicklung
Fire Emblem Warriors wurde von Omega Force und Team Ninja in Kollaboration mit Intelligent Systems entwickelt. Die Studios Omega Force und Team Ninja haben dabei zuvor schon Hyrule Warriors, ein Crossover der Dynasty-Warriors-Reihe und der The-Legend-of-Zelda-Reihe, entwickelt. Der Produzent Yosuke Hayashi und der Director Hiroya Usuda waren wichtige Verantwortliche in der Entwicklung des Spiels.
Während der Entwicklung von Hyrule Warriors Legends und der Einführung bestimmter strategischer Elemente in das Spiel kamen erste Ideen für das Einbauen weiterer dieser Elemente auf. Nach dem Waffendreieck der Fire-Emblem-Reihe erstellte Hayashi ein erstes Konzept für Fire Emblem Warriors. Dieses stellte er Nintendo vor, nachdem Nintendo nach einer Kooperation mit Koei Tecmo für die Nintendo Switch fragte. Nachdem Nintendo dem Konzept zustimmte, begann die erste Entwicklung zum Spiel.
Obwohl Omega Force und Team Ninja das Spiel entwickelten, überwachten Nintendo und Intelligent Systems die Entwicklung, insbesondere bei Dialogen und Unterstützungsgesprächen zwischen den Charakteren. Ursprünglich war geplant, für jede Charakterkombination ein Gespräch zu schreiben, was sich jedoch aufgrund der zu großen Anzahl an Charakteren nicht bewältigen ließ, sodass nur bestimmte Charaktere diese Gespräche miteinander führen.
Um eine größere Vielfalt an Waffen und Klassen zu ermöglichen, beschloss Hayashi, nur aus einer begrenzten Anzahl von Fire-Emblem-Spielen Charaktere in Fire Emblem Warriors einzubauen. Man entschloss sich, den Fokus auf die drei Spiele Fire Emblem: Shadow Dragon, Fire Emblem: Awakening und Fire Emblem Fates zu legen.
Der visuelle Stil des Spiels orientiert sich eher an den Cutscenes der Fire-Emblem-Reihe als an dem Stil vorheriger Warriors-Spiele wie Hyrule Warriors. Die Cutscenes führten dazu, dass der ursprüngliche Plan, einen selbst anpassbaren Protagonisten zu haben, verworfen werden musste. Stattdessen entschied man sich für die Zwillinge Rowan und Lianna. Zu Beginn hatten diese ein Design, welches aus goldenen, weißen und blauen Farben bestand. Als Hayashi und Usuda die Designs Intelligent Systems vorzeigten, stellte sich heraus, dass die Farben von Rowan und Lianna zu sehr denen der Protagonisten des zu jenem Zeitpunkt noch nicht angekündigten Spiels Fire Emblem Heroes ähnelten. Daher änderte sich das Design von Rowan und Lianna ein weiteres Mal.

## Veröffentlichung
Fire Emblem Warriors wurde erstmals in der Nintendo-Switch-Präsentation am 13. Januar 2017 vorgestellt. Während einer Fire-Emblem-Direct am 18. Januar 2017 wurde erstes Gameplay zum Spiel gezeigt und enthüllt, dass das Spiel auch für den New Nintendo 3DS veröffentlicht werde. Während der Gamescom 2017 wurde eine Limited Edition für das Spiel, welche den Soundtrack und Charakterkarten enthält, angekündigt und der Veröffentlichungstermin für Europa auf den 20. Oktober 2017 gelegt. Am 28. September 2017 ist Fire Emblem Warriors schließlich in Japan erschienen und am 20. Oktober in den restlichen Regionen. Während das Spiel in Japan von Koei Tecmo veröffentlicht wurde, geschah dies in den restlichen Regionen durch Nintendo.

### Herunterladbare Inhalte
Am 24. September 2017 wurde für Fire Emblem Warriors ein kostenpflichtiger Season Pass angekündigt, welcher aus drei DLCs besteht. Besitzer des Season Passes erhalten dabei ein Kostüm für Lucina. Der erste DLC ist am 21. Dezember 2017 erschienen und enthält Karten für den Historischen Modus, Charaktere und Waffen, welche mit Fire Emblem Fates zusammenhängen. Am 15. Februar 2018 ist der zweite DLC erschienen, welcher Karten für den Historischen Modus, Charaktere und Waffen enthält, welche mit Fire Emblem: Shadow Dragon zusammenhängen. Am 28. März 2018 ist der letzte DLC erschienen, welcher Karten für den Historischen Modus, Charaktere und Waffen enthält, welche mit Fire Emblem: Awakening zusammenhängen.
Zusätzlich zu den kostenpflichtigen DLCs erschienen auch kostenlose DLCs für Fire Emblem Warriors. Zum Release in Europa und den USA am 20. Oktober 2017 erschien in diesen Regionen ein DLC, welcher das Spielen mit japanischen Stimmen möglich macht. Am 16. November 2017 erschien das entsprechende Gegenstück in Japan, welches englische Stimmen enthielt. Am selben Tag erschien weltweit ein Update, welches eine Karte für den Historischen Modus und Kostüme für Rowan und Lianna enthält.

## Rezeption
Fire Emblem Warriors erhielt gemischte bis gute Wertungen. Auf Metacritic erhielt die Version des Spiels für die Nintendo Switch – basierend auf 72 Rezensionen – eine Wertung von 74 %. Die Version für den New Nintendo 3DS erhielt – basierend auf 12 Rezensionen – eine Wertung von 69 %. Auf GameRankings erhielt die Nintendo-Switch-Version – basierend auf 38 Rezensionen – eine Wertung von 74,68 %, die New-Nintendo-3DS-Version erhielt – basierend auf vier Rezensionen – eine Wertung von 63,75 %.
Sowohl Meghan Sullivan von IGN als auch Jeremy Winslow von GameSpot lobten, dass Fire Emblem Warriors die Krieger-Fantasie gut wiedergäben und das Besiegen von tausenden Gegnern den Spieler heroisch wirken lassen würden. Winslow von GameSpot mochte, wie das Spiel Charaktere der Fire-Emblem-Reihe in einem neuen Licht scheinen lasse, aber bemängelte stark, dass viele beliebte Charaktere im Spiel nicht vorkämen.
Sullivan von IGN mochte die Mechaniken der Fire-Emblem-Reihe, insbesondere die Kombination zweier Charaktere und das Waffen-Dreieck, da diese das Gameplay taktischer machen würden. Janine Hawkins von Polygon lobte ebenfalls den Einbau strategischer Elemente wie das Schmieden von Waffen, sodass diese neue Fähigkeiten erhalten würden. Winslow von GameSpot hingegen fand, dass die Mechaniken das Spiel im Vergleich zu anderen Dynasty-Warriors-Spiele nichts anders mache, was enttäusche.
Hawkins von Polygon bemängelte, dass die Handlung nicht besonders sei und dass diese nur als Mittel zum Zweck wirke, um die Fire-Emblem-Charaktere einzubinden. Außerdem kritisierte Hawkins, dass die Handlung von Fire Emblem Warriors der anderer Warriors-Spiele wie Dragon Quest Heroes 2 zu ähnlich sei. Dennoch sei durch die Schlachten ein Wiederspielwert der Handlung gegeben.
Winslow von GameSpot bemängelte Probleme, die durch die vielen Charaktere auf dem Bildschirm auftreten würden, sodass besonders die Bildfrequenz daran leide. Hawkins von Polygon kritisierte ebenfalls die Bildfrequenz und merkte an, dass der Leistungsmodus die Bildfrequenz nur auf Kosten der Bildauflösung verbessere. Ebenfalls sei die Bildfrequenz im Mehrspieler-Modus schon bei kleineren Schlachten schlecht. Damien McFerran von Nintendo Life hingegen begrüßte die Möglichkeit, sich zwischen Bildfrequenz und Bildauflösung entscheiden zu können, kritisierte aber ebenfalls die Bildqualität des Mehrspieler-Modus.
McFerran von Nintendo Life lobte an der New-Nintendo-3DS-Version, dass der Spielinhalt mit der Nintendo-Switch-Version übereinstimme, kritisierte aber das Fehlen des Mehrspieler-Modus. McFerran lobte, dass die Bildfrequenz stabil bleibe, bemängelte aber, dass durch die schwächere Leistung des New Nintendo 3DS bei den Charaktermodellen und Texturen viele Details fehlen würden.

### Verkaufszahlen
Während der ersten Verkaufswoche konnte sich die Nintendo-Switch-Version von Fire Emblem Warriors in Japan 41.191 Mal verkaufen. Die New-Nintendo-3DS-Version wurde im selben Zeitraum in Japan 18.537 Mal verkauft.
Außerdem gab Koei Tecmo am 26. April 2018 bekannt, dass sie mit den Verkaufszahlen sehr zufrieden seien. Die verkauften Nintendo-Switch- und New-Nintendo-3DS-Versionen hätten kombiniert mehr als 1.000.000 Einheiten erreicht.